# Под северным небом
«Под северным небом» («Элегии, стансы, сонеты») — поэтический сборник К. Д. Бальмонта, вышедший в начале 1894 года в Санкт-Петербурге. Формально второй по счёту. Фактически он считается первой настоящей книгой поэта, так как весь тираж своего дебютного «Сборника стихотворений», вышедшего в Ярославле в 1890 году, Бальмонт выкупил и уничтожил:12.

## История
В декабре 1893 года, незадолго до выхода сборника, К. Д. Бальмонт сообщал в письме Н. М. Минскому: «Написал я целую серию стихов (своих) и в январе приступлю к печатанию их отдельной книжкою. Предчувствую, что мои либеральные друзья будут очень меня ругать, ибо либерализма в них нет, а „растлевающих“ настроений достаточно» Предчувствия поэта оправдались лишь отчасти: книга получила множество отзывов, большей частью — положительных:12.
Эпиграфом к сборнику Бальмонт взял слова австрийского поэта-романтика Н. Ленау (1802—1850): «Божественное в жизни всегда являлось мне в сопровождении печали». Минорная тональность, таким образом заявленная, и оказалась господствующей в книге, где (согласно статье в ЭСБЕ), всё было «серо, тоскливо, безнадежно».

## Отзывы критики
Как отмечали исследователи творчества К. Бальмонта, сборник «Под северным небом» в основном содержал в себе «характерные для поколения 1890-х годов жалобы на унылую, безрадостную жизнь, романтические переживания». При этом критики отмечали одаренность поэта, музыкальность его произведений, изящество формы. В стихотворениях этого сборника Бальмонт, «сложившийся поэт и выразитель жизнечувствования переломной эпохи», ещё отдавал дань «надсоновским», восьмидесятническим тонам. Его герой томится «в царстве мертвого бессильного молчанья», он устал «напрасно весны ждать», боится трясины обыденного, что «заманит, сожмет, засосет». Но все эти переживания, уже пройденные историей русской поэзии, оказались выражены Бальмонтом по-новому, более напряжённо, с «новой силой нагнетания». В результате, как отмечалось, в стихах Бальмонта возникает новое качество: синдром упадка, декаданса (от фр. decadence — упадок), одним из первых и наиболее ярких выразителей которого в России и стал Бальмонт.

## Известные стихотворения
- «Чёлн томленья». Стихотворение было посвящено князю А. И. Урусову, российскому адвокату и оратору, известному меценату, сыгравшему важную роль в становлении поэта. «Урусов первый подчеркнул мне самому… то, что жило во мне, но чего я еще не понимал ясно: любовь к поэзии созвучий, преклонение перед звуковой музыкальностью, которая влекла меня и которой я в то время боялся отдаться. <…> Урусов помог моей душе освободиться, помог мне найти самого себя»[1], — писал К. Бальмонт в книге «Горные вершины».

Стихотворение, начинавшееся четверостишием, — 
Вечер. Взморье. Вздохи ветра.
Величавый возглас волн.
Близко буря. В берег бьется
 Чуждый чарам черный чёлн...
— вызвало бурю — как восторгов, так и насмешек. По воспоминаниям И. А. Бунина, Гиппиус на одной из «пятниц» Случевского высмеяла стихотворение, заявив: «Я не понимаю, что это за челн и почему и каким таким чарам он чужд».
Тезис о «бессодержательности» этого стихотворения оспаривался: например, «черный чёлн» предлагалось толковать как «символ внутренне пустого бытия: он суетно колотится о воды в поисках счастья, не разумея того, что счастье — вокруг, это величие и покой самой природы».
- «Фантазия». Одно из первых стихотворений Бальмонта, было напечатано в символистском журнале «Северный вестник» (октябрь 1893 года), чему предшествовало знакомство поэта с Д. С. Мережковским и Н. М. Минским.
- «Лунный свет». Этот сонет получил высочайшую оценку от Эллиса, одного из теоретиков символизма. В книге «Русские символисты» он называл «изумительными» ритм и архитектуру произведения: «Мгновенный свет прорезавшегося лунного серпа последовательно рождает две волны переживания, отрешение от земного, реального, тихий полет в полусне (первые восемь строк) и слияние с фосфорическим, бледным мерцанием луны, магнетически притягивающей и направляющей этот полет, отождествление мечтателя с самой мечтою…»[1]